# 宇喜多基家
宇喜多 基家／宇喜多 元家（うきた もといえ）は、安土桃山時代の武将。備前国の戦国大名である宇喜多氏の一族。宇喜多春家または宇喜多忠家の子で、伯父である宇喜多直家の養子となった。備前国沼城主。
名前の表記については「基家」が知られているが、播磨国の斑鳩寺に宛てた本人発給の書状では「元家」と署名しており、宇喜多氏が毛利氏に味方していた時期に毛利輝元から「元」の偏諱を与えられた可能性がある。

## 生涯
永禄5年（1562年）頃、宇喜多忠家、または、宇喜多春家の子として生まれる。『浦上宇喜多両家記』によると、宇喜多直家に男子がいなかったことから、忠家の子である基家を後継者としていたが、元亀3年（1572年）に直家の嫡男・八郎（後の宇喜多秀家）が生まれると、後継者からは外れたという。
天正7年（1579年）7月19日、備前国和気郡加賀美の八塔寺に5ヶ条の禁制を発給した。なお、この時は「与七郎」の通称を名乗っていた。
同年9月頃から宇喜多氏が毛利氏から離反し、翌10月に羽柴秀吉の取り成しにより宇喜多氏と織田氏の和睦が成立すると、宇喜多直家は名代として基家を織田氏のもとに派遣し、10月30日に摂津国川辺郡昆陽野の織田軍陣中において織田信忠と面会している。
天正10年（1582年）2月、備前国児島郡八浜における八浜合戦において、基家は宇喜多氏の新当主となった宇喜多秀家の名代として出陣し、毛利氏一門の穂井田元清らが率いる毛利軍を相手に宇喜多忠家を中心として奮戦したが、基家が流れ弾に当たって戦死する大敗北を喫した。この合戦には宇喜多春家と忠家も加わっていたが、春家も討死したとされる。

## 死後
基家は宇喜多氏の菩提寺とされる大賀島寺に葬られたが、岡山県玉野市八浜町大崎には与太郎神社も築かれ、いつのころからか「与太郎様」と呼ばれ、足の神様として信仰を集めている。

## 逸話
- 年不詳だが、播磨国揖保郡斑鳩の斑鳩寺から祈祷の巻数と銅銭100疋を贈られたため、中山長門守を通じて書状を送り、快然の至りであると喜びの意を表している[6][7]。
- 岡山県瀬戸内市邑久町豊原にある天台宗寺院で、基家の墓もある大雄山大賀島寺には、基家が着用した「与太郎甲冑」と呼ばれる甲冑が所蔵されており[注釈 3]、昭和61年（1986年）12月24日に邑久町の町指定重要文化財（工芸）に指定されている[11]。「与太郎甲冑」は、胴部を構成する札が一枚の横板で、頭部に矢筈形の切り込みを入れて小札の様に見せた切付小札に黒漆を塗った鹿革で覆っており、兜の頂上のとがった部分を指す「とっぱい」は鉄を成形したものに黒漆を塗った鹿革で覆い、その上に金箔を押したものとなっている[11]。なお、大賀島寺に伝わる『宇喜多与太郎元家甲冑記』には、基家が戦死した八浜合戦における基家のいでたちを「薄鉄の矢筈頭を銀磨にし、黒糸で大荒目に威たる二毛胴に同毛のとっぱいの冑を着し、群に抽きたる装い」と記している[11]。